# Dakrifilija
Dakrifilija (također poznata pod nazivom dakrilagnija) je oblik parafilije u kojoj se seksualno uzbuđenje postiže zahvaljujući suzama ili jecanju. Dakrifilija se najčešće vezuje uz muškarce.